# Tiệc Thánh

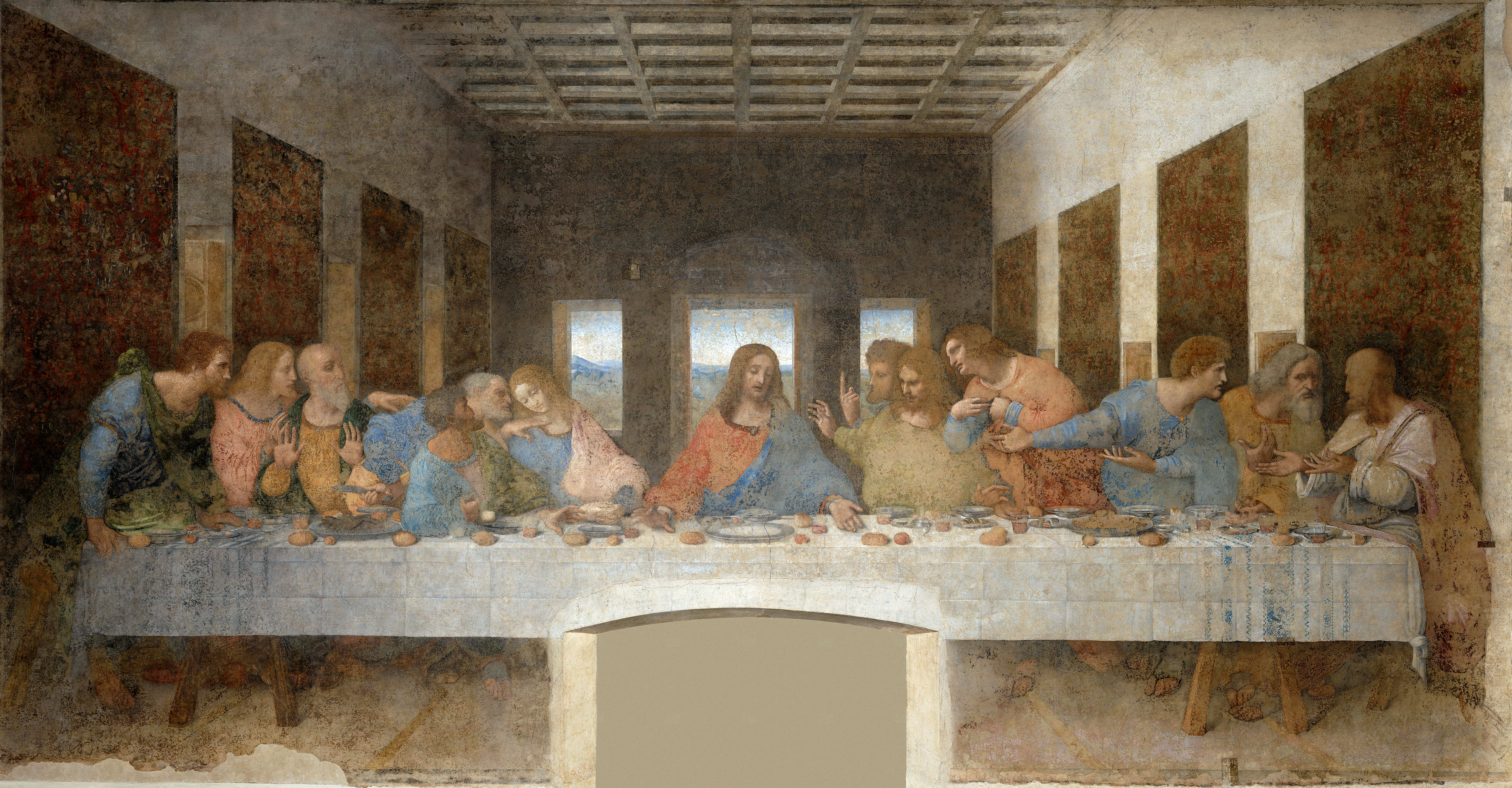
Tiệc Ly, tranh của Leonardo da Vinci (1498).

Bí tích Thánh Thể là một loạt các hành động cử hành bởi các Kitô hữu và theo lời dạy của Giê-su được ký thuật trong Tân Ước, để tưởng nhớ Giê-xu theo những việc ông đã làm trong bữa Tiệc Ly. Giê-xu lấy bánh Thánh, bẻ ra, phân phát cho các môn đồ mà nói rằng "Này là mình Thầy", rồi lấy rượu nho đưa cho môn đồ mà phán rằng "Này là Máu Thầy". Nhìn chung, tín hữu Cơ Đốc thừa nhận có sự hiện diện của Giê-xu trong Thánh lễ này, mặc dù có những quan điểm khác nhau nhằm giải thích bản chất, thời điểm và không gian của sự hiện diện ấy. "Bí tích Thánh thể" thường được dùng để chỉ bánh và rượu nho được hiến tế trong Thánh lễ, trong khi "Tiệc Thánh" nhấn mạnh vào sự thông công giữa con người với Thiên Chúa, và giữa các tín hữu với nhau khi cử hành Thánh lễ.
Từ Eucharist có từ nguyên trong Hi văn εὐχαριστία và có nghĩa là tạ ơn, đến từ động từ εὐχαριστῶ (biết ơn), được tìm thấy trong 55 câu trong Tân Ước. Bốn trong số các câu Kinh Thánh này ghi lại lời tạ ơn của Giê-xu trước khi ngài phân phát bánh và rượu nho cho các môn đồ và công bố rằng ấy là thân thể và huyết của ngài.

## Từ nguyên
Bí tích Thánh thể (Eucharist - từ tiếng Hi Lạp Εὐχαριστία eucharistia nghĩa là "tạ ơn") xuất hiện sớm trong lịch sử hội Thánh. Ignatius, Giám mục thành Antioch, tử đạo tại Roma khoảng năm 110, đã sử dụng thuật từ này cho cả Thánh lễ cũng như cho bánh và rượu nho, ba lần trong Thư gởi tín hữu ở Smyrna, và một lần trong Thư gởi tín hữu ở Philadelphia. Justin Martyr, khoảng năm 150, trong một đoạn văn miểu tả chi tiết Thánh lễ, viết "Bí tích Thánh thể" được các tín hữu dùng: "Đồ dùng này được gọi trong vòng chúng ta là Bí tích Thánh thể..."  Ngày nay thuật ngữ này được sử dụng rộng rãi trong các giáo hội Công giáo, Chính Thống giáo, Anh giáo và Giáo hội Luther, nhưng không phổ biến trong cộng đồng Kháng Cách.
Tiệc Thánh (Anh ngữ Communion hoặc Holy Communion, từ tiếng Latin communio, nghĩa là "chia sẻ với nhau"), được sử dụng bởi tín hữu Công giáo, Chính Thống giáo, Anh giáo, đặc biệt là tín hữu Kháng Cách. Trong giáo hội Công giáo và Chính Thống giáo, thuật từ này thường được áp dụng cho việc dự phần vào bánh và rượu nho được hiến tế hơn là cho toàn bộ Thánh lễ. Trong khi đó, các giáo hội khởi phát từ cuộc Cải cách Kháng Cách sử dụng thuật ngữ "Tiệc Thánh" để chỉ toàn bộ Thánh lễ, tập chú vào mối tương giao giữa các tín hữu, giữa cá nhân với hội Thánh và với Thiên Chúa, cũng là ngụ ý cho mối tương giao giữa các thân vị trong Ba Ngôi, lập nền cho các mối tương giao khác.

## Kinh Thánh

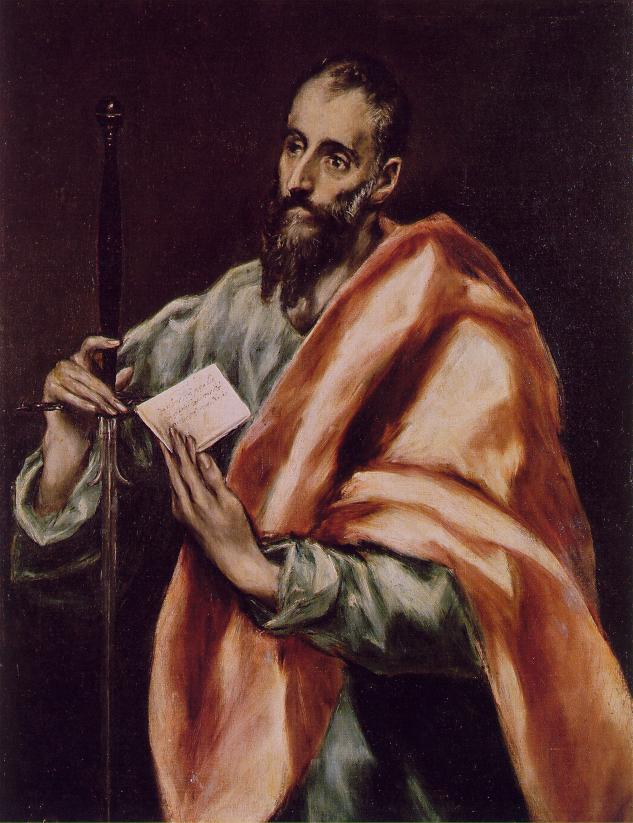
Sứ đồ Phao-lô.

Ba sách Phúc âm Đồng quan (Phúc âm Nhất lãm)
cũng như Thư thứ nhất của Phao-lô gởi tín hữu ở Corinth đều thuật lại sự kiện Giê-xu thiết lập Lễ Tiệc Thánh trong bữa ăn tối cuối cùng khi ngài bảo các môn đồ: "Hãy lấy mà ăn, này là thân thể ta... Hãy lấy mà uống, này là huyết ta... Hãy làm điều này để nhớ đến ta". Mọi ý nghĩa của việc cử hành lễ Tiệc Thánh đều lập nền trên mạng lịnh này. Chương 6 của Phúc âm John (Gioan hoặc Giăng) ký thuật lời của Giê-xu giúp chúng ta hiểu rõ hơn ý nghĩa của Thánh lễ: "Vì thịt ta thật là đồ ăn, huyết ta thật là đồ uống. Người nào ăn thịt ta và uống huyết ta, thì ở trong ta và ta ở trong người". (John 6. 55,56).
Phúc âm Giăng không nhắc đến việc Giê-xu phân phát bánh và rượu nho, nhưng thuật lại việc ngài rửa chân cho các môn đồ, lời tiên tri về kẻ phản ngài, và giảng giải cho các môn đồ về tầm quan trọng của sự hiệp nhất giữa họ với ngài, và giữa họ với nhau.
Trong Thư thứ nhất gửi tín hữu Côrintô (khoảng năm 54-55), Sứ đồ Phao-lô là một trong những người đầu tiên miêu tả Tiệc Thánh với hàm ý kêu gọi tín hữu quay về với ý nghĩa thật của Thánh lễ này,
Khi ấy, các tín hữu tại Côrintô (nhiều người thuộc tầng lớp trung và thượng lưu) có thói quen đến sớm tiệc tùng cùng nhau với thức ăn, thức uống sang trọng. Điều này làm sỉ nhục các tín hữu là nô lệ và nông dân là những người đến sau, có người phải chịu đói. Phao-lô dạy họ rằng tất cả tín hữu cùng nhau dự phần vào thân thể và huyết của Chúa, không phải đến để thưởng thức bữa ăn riêng của mình với thái độ phân biệt mà gây ra sự chia rẽ trong hội Thánh. Như thế, "chẳng còn phải là Tiệc Thánh của Chúa" mà là một sự "khinh bỉ Hội Thánh của Thiên Chúa."

## Thần học
Tiệc Thánh hoặc Bí tích Thánh thể luôn là tâm điểm của sự thờ phượng trong cộng đồng Cơ Đốc giáo, mặc dù có những giải thích khác nhau về Thánh lễ này. Đại thể, các truyền thống Công giáo, Anh giáo và Chính Thống giáo xem Bí tích Thánh thể là sự ứng nghiệm cho kế hoạch của Thiên Chúa nhằm cứu nhân loại khỏi tội lỗi, là sự hoài niệm và tái hiện sự đóng đinh và sự phục sinh của Giê-xu, là phương tiện giúp tín hữu hiệp nhất với Thiên Chúa và hiệp nhất với nhau, cũng như dâng lên lời tạ ơn về Thánh lễ này. Trong khi đó, các giáo hội thuộc cộng đồng Kháng Cách tập chú vào trải nghiệm của người dự Thánh lễ trong sự thông công với Thiên Chúa và với hội Thánh, cùng những lợi ích tâm linh như dự phần vào sự hiện diện huyền nhiệm của Chúa Cơ Đốc, sức mạnh củng cố đức tin và niềm hi vọng vào nước Chúa.

### Công giáo Rôma
Theo Giáo hội Công giáo, Bí tích Thánh thể là một trong bảy phép bí tích, cũng được xem là "nữ hoàng của các phép bí tích", và là "bí tích chí Thánh". Bí tích Thánh thể là tưởng niệm sự thương khó, sự chết và sự sống lại của Chúa Ki-tô, nên được hiểu theo ý nghĩa đầy trọn nhất theo Kinh Thánh. Nói cách khác, bí tích này không chỉ là một sự hồi niệm mà còn là một sự hiện diện đích thực của các biến cố ấy. Do đó, Bí tích Thánh thể nên được hiểu là thực sự dự phần vào sự hiến tế Chúa Ki-tô, sự thể hiện trong hiện tại, một biến cố đã xảy ra trong quá khứ nhưng có giá trị mãi mãi.
Chỉ có linh mục (tiếng Anh priest, cũng có nghĩa là thầy tư tế), hoặc Giám mục, được ban cho thẩm quyền cử hành Thánh lễ và hiến tế trong Bí tích Thánh thể, nhân danh Chúa Ki-tô (in persona Christi). Linh mục chủ tế thay mặt Chúa Ki-tô, là Đầu của Hội Thánh, và hành lễ trước mặt Thiên Chúa trong danh nghĩa của Hội Thánh. Bánh phải là bánh không men và rượu phải làm từ nho.
Theo quan điểm của Giáo hội Công giáo Rôma, khi bánh và rượu được hiến tế trong Bí tích Thánh thể, chúng không còn là bánh và rượu thuần tuý nữa, mà đã trở nên thịt và máu thật của Chúa Ki-tô. Không phải là sự biến đổi trong vật chất, mà là trong bản thể. Sự hiến tế bánh và rượu nho thể hiện sự tách rời thân thể của Chúa Giê-su khỏi huyết của Ngài trên Đồi Sọ. Tuy nhiên, Giáo hội dạy rằng sau khi Chúa Giê-su phục sinh, thịt và huyết của Ngài không còn tách rời. Vì vậy, khi linh mục nói "Mình Chúa Ki-tô" lúc ban bánh và "Máu Chúa Ki-tô" khi ban rượu, người rước lễ, mặc dù chỉ nhận bánh, là nhận lãnh Chúa Ki-Tô cách đầy đủ và trọn vẹn.
Sự biến đổi huyền nhiệm của bánh và rượu nho trong Bí tích Thánh thể, được các tác giả thế kỷ 12 gọi là "sự biến thể" (transubstantiation).
Tóm lại, theo thuyết biến thể, bản thể của bánh và rượu nho biến đổi theo cách vượt quá sự hiểu biết của con người để trở nên Thân thể, Huyết, Linh hồn và Thần tính của Chúa Ki-tô, trong khi những yếu tố vật lý và hoá học của bánh và rượu vẫn tồn tại.

### Chính Thống giáo
Các giáo hội Kitô giáo phương Đông có quan điểm tương tự với đức tin Công giáo khi cho rằng trong Thánh lễ, bánh và rượu nho thực sự trở nên thân thể và huyết của Chúa Cơ Đốc, dù họ không sử dụng các thuật ngữ của học thuyết biến thể, cũng không tìm cách giải thích tiến trình biến đổi của bánh và rượu.

### Giáo hội Luther
Tín hữu giáo hội Luther chấp nhận giáo lý "Đồng thể" (Consubstantiation), theo đó thân thể và huyết của Giê-xu Cơ Đốc hiện diện trong, với và bên dưới bản thể của bánh và rượu nho.

### Anh giáo
Bản Ba mươi chín Tín điều năm 1571 của Cộng đồng Anh giáo dạy rằng, "Bánh mà chúng ta ăn là để dự phần vào Thân thể Chúa Cơ Đốc", và "Chén Phước hạnh là để dự phần vào Huyết của Chúa Cơ Đốc", và khẳng định rằng "Thuyết Biến thể là một sự ghê tởm đối với Lời Thánh". Bản tín điều cũng xem sự sùng kính hoặc tôn thờ bánh và nước trong Thánh lễ là không phù hợp với lời dạy của Giê-xu và không nên thực hiện trong hội Thánh, rằng bất cứ ai dự lễ cách không xứng đáng sẽ không nhận lãnh sự hiện diện của Chúa Cơ Đốc, nhưng bị định tội.
Trong thực tế, Anh giáo tin vào sự hiện diện của Chúa Cơ Đốc trong Thánh lễ, nhưng mở rộng phạm vi giải thích sự hiện diện này từ quan điểm chấp nhận thuyết biến thể, đôi khi dẫn đến sự tôn kính dành cho bánh Thánh và rượu Thánh (phổ biến trong vòng tín hữu Công giáo Anh), đến niềm xác tín vào sự hiện diện phước hạnh của Giê-xu trong tâm linh người dự lễ, bánh và nước chỉ có giá trị biểu trưng (phổ biến trong vòng tín hữu Anh giáo Tin Lành).

### Giám Lý
Tín hữu Giám Lý tin rằng Tiệc Thánh là sự trải nghiệm ân điển Thiên Chúa. Qua Thánh lễ này, tình yêu vô điều kiện của Thiên Chúa có thể đến với mọi người,

Tiệc Thánh của Chúa không chỉ là một chỉ dấu của tình yêu trong vòng các tín hữu Cơ Đốc mà còn là một Thánh lễ của sự cứu chuộc qua sự chết của Chúa Cơ Đốc, để khi bởi đức tin tiếp nhận bánh chúng ta dự phần vào thân thể của Chúa Cơ Đốc; cũng một thể ấy chén phước hạnh mà chúng ta uống là để dự phần vào huyết của Ngài.

Giáo lý Biến thể, tin rằng bánh và nước thực sự trở nên thân thể và huyết của Chúa Cơ Đốc, không chỉ không phù hợp với Lời Thánh, mà còn là điều gớm ghiếc đối với Kinh Thánh, bác bỏ ý nghĩa thật của Thánh lễ và mở đường cho sự mê tín.

Thân thể của Chúa Cơ Đốc được ban cho, nhận lãnh và dự phần trong Lễ Tiệc Thánh chỉ trong ý nghĩa tâm linh, chỉ bởi đức tin mà chúng ta nhận lãnh và dự phần thân thể Chúa Cơ Đốc.

Tín hữu Giám Lý còn tin rằng Thánh lễ Tiệc Thánh là phương tiện của ân điển, qua đó tín hữu nhận lãnh sự hiện diện của Chúa Cơ Đốc, trong đó ẩn chứa những điều huyền nhiệm.

Tiệc Thánh là sự hồi niệm và tưởng nhớ, nhưng sự hồi niệm này không chỉ đơn giản là nhớ lại. "Hãy làm điều này để nhớ đến ta" (Hi văn ἀνάμνησις-anamnesis). Hành động này còn có ý nghĩa tái hiện ân điển của Thiên Chúa... Chúa Cơ Đốc đã phục sinh và đang sống tại đây trong lúc này, không chỉ là sự hồi niệm một sự kiện trong quá khứ.

### Thần học Calvin
Nhiều tín hữu thuộc cộng đồng Kháng Cách, nhất là những người chịu ảnh hưởng Thần học Calvin, tin rằng thân thể và huyết của Chúa Cơ Đốc không thực sự ngự vào bánh và rượu nho, nhưng theo lời của Calvin, "Chúa Thánh Linh hiệp nhất những điều bị phân cách trong không gian" và "những ai bởi đức tin tham dự Thánh lễ sẽ nhận lãnh nhiều lợi ích từ Chúa Cơ Đốc, song những người không tin mà dự Thánh lễ sẽ bị đoán phạt. Bởi đức tin (không chỉ đơn thuần bởi khả năng cảm nhận của trí tuệ), trong Chúa Thánh Linh, người dự lễ sẽ nhận lãnh Thiên Chúa hoá thân thành người (Giê-xu Cơ Đốc), giống như cảm giác được chạm đến ngài, hầu cho khi ăn bánh và uống nước thì Chúa Cơ Đốc ngự vào lòng của người có đức tin cũng giống như khi chúng ta ăn và nuốt thức ăn vậy".
Calvin quyết liệt bác bỏ việc sùng kính dành cho bánh và nước nho, xem đó là tội "thờ lạy hình tượng", cũng không chấp nhận học thuyết biến thể, nhưng xem bánh và nước nho là phương tiện giúp tín hữu hướng lòng về sự phục sinh và sự tái lâm của Giê-xu.

### Thần học Zwingli
Bánh và rượu nho chỉ là biểu trưng cho thân thể và huyết của Giê-xu Cơ Đốc. Khi tham dự Thánh lễ Tiệc Thánh, tín hữu tưởng nhớ đến bữa Tiệc Ly, sự thương khó và sự chết chuộc tội của Giê-xu Cơ Đốc ("Ấy là Giê-xu, trong đêm Ngài bị nộp, lấy bánh, tạ ơn, rồi bẻ ra mà phán rằng: Nầy là thân thể ta, vì các ngươi mà phó cho; hãy làm điều này để nhớ đến ta. Cũng một thể ấy, sau khi ăn bữa tối rồi, Ngài lấy chén và phán rằng: Chén này là giao ước mới trong huyết ta; hễ khi nào các ngươi uống, hãy làm điều này để nhớ ta", 1Cor. 11.24,25).
Khởi phát từ Huldrych Zwingli, nhà lãnh đạo cuộc cải cách tôn giáo tại Thụy Sĩ vào thế kỷ 16, quan điểm này được chấp nhận rộng rãi trong nhiều giáo hội thuộc cộng đồng Kháng Cách, đặc biệt là các tín hữu Baptist.
Những tín hữu chấp nhận quan điểm thần học này dành cho Tiệc Thánh vị trí quan trọng trong giáo nghi vì, theo Tân Ước, đây là một trong hai Thánh lễ - cùng với lễ báp têm (rửa tội) - do chính Giê-xu thiết lập, đồng thời nhấn mạnh đến trải nghiệm thông công giữa người dự Thánh lễ với Thiên Chúa, và giữa cá nhân với hội Thánh. Thánh lễ cũng biểu trưng cho sự hiệp nhất của tín hữu với Chúa Cơ Đốc (Ngài là Đầu của Hội Thánh), ban cho tín hữu sức mạnh để khẳng quyết sự cứu rỗi, củng cố đức tin trong sống đạo, cũng là biểu tượng cho sự vui thoả và niềm hi vọng vào Vương quốc của Thiên Chúa.

### Giáo nghi và Mục vụ
- The Ordinary of the Mass, Roman Rite Lưu trữ ngày 14 tháng 9 năm 2008 tại Wayback Machine according to current edition of the Roman Missal
- The Ordinary of the Sacred Liturgy according to the Roman Missal of 1962
- The Priest's Service Book Lưu trữ ngày 10 tháng 8 năm 2007 tại Wayback Machine Orthodox Divine Liturgy.
- The Book of Common Prayer, used by the Episcopal Church (ECUSA). Contains the liturgy for the Eucharist and other rites.

### Lịch sử, Thần học,...
- Eucharist @ the Catholic Encyclopedia and @ the Catholic Dictionary Lưu trữ ngày 1 tháng 9 năm 2011 tại Wayback Machine
- EWTN - The Holy Eucharist Lưu trữ ngày 5 tháng 10 năm 2011 tại Wayback Machine - Easy yet comprehensive website with Catholic Teaching on the Eucharist
- Paragraph 1376 of the Catechism of the Catholic Church Lưu trữ ngày 8 tháng 2 năm 2006 tại Wayback Machine
- This Holy Mystery: A United Methodist Understanding of Holy Communion Lưu trữ ngày 11 tháng 10 năm 2004 tại Wayback Machine
- The Duty of Constant Communion Lưu trữ ngày 16 tháng 6 năm 2005 tại Wayback Machine by John Wesley
- The Lord's Supper - by Ralph Waldo Emerson, rejecting the Lord's supper as a perpetual rite.
- My Brethren - Studies - The Lord's Supper and the Service of God
- a Baptist viewpoint
- a Church of Christ viewpoint Lưu trữ ngày 10 tháng 4 năm 2006 tại Wayback Machine
- a Mennonite viewpoint Lưu trữ ngày 13 tháng 10 năm 2007 tại Wayback Machine
- a Reformed (Presbyterian) viewpoint Lưu trữ ngày 3 tháng 2 năm 2011 tại Wayback Machine
- Pilgram Marpeck's defense of continuing to practice Lord's Supper (1531) Lưu trữ ngày 27 tháng 9 năm 2011 tại Wayback Machine